# L'invasione dei mostri verdi
L'invasione dei mostri verdi (The Day of the Triffids) è un film del 1963 diretto da Steve Sekely e, non accreditato, Freddie Francis. Interpretato da Howard Keel e Nicole Maurey, il film è liberamente tratto dal romanzo Il giorno dei trifidi di John Wyndham.
In Italia è stato distribuito nell'home video anche con il titolo Il giorno dei trifidi.

## Trama

Una scena del film

Una notte la Terra viene colpita da una pioggia di meteoriti di straordinarie proporzioni. Il giorno dopo tutti quelli che l'hanno guardata si ritrovano ciechi. Inoltre si diffondono in tutto il mondo i semi dei trifidi, delle piante capaci di staccarsi dal terreno e attaccare e nutrirsi di carne umana.
Bill Masen, un ufficiale della marina mercantile inglese, avendo subito un'operazione, aveva gli occhi bendati, quindi non ha perso la vista. Uscito dall'ospedale nel quale era ricoverato cerca di raggiungere la propria nave. Alla stazione soccorre una ragazzina, Susan, scappata dal collegio, unica altra vedente che incontra a Londra, che adotta. Assieme i due vanno in Francia, dove si imbattono in una comunità in cui alcune persone vedenti assistono una quarantina di ciechi. La comunità viene però attaccata da un manipolo di ex galeotti, che sequestrano le persone ivi risiedenti. L'abitazione viene attaccata dalle piante e solo Bill, Susan e la nobile francese Christine Durrant riescono a salvarsi.
Il gruppo si reca in Spagna, dove spera di raggiungere la base navale statunitense di Alicante, che sta organizzando una raccolta di sopravvissuti. Qui si imbattono in una coppia di coniugi, che vive isolata e che sta per avere un bambino. Il giorno dopo l'abitazione viene circondata dalle piante carnivore, attirate dal rumore del generatore, ma i cinque riescono a fuggire raggiungendo il sommergibile statunitense che raccoglie i superstiti.
Parallelamente Tom Goodwin, un biologo marino, e sua moglie Karen, che risiedono in un faro su di un isolotto sperduto e che sono rimasti illesi dalla pioggia di meteore, dato che una occupata dal lavoro e l'altro in depressione, vengono a sapere dalla radio di quanto sta accadendo nel resto del mondo e rimangono così isolati. Vengono anch'essi attaccati dai trifidi, riuscendo apparentemente a ucciderne uno. Ma durante la notte la pianta si ridesta e fugge. Nei giorni seguenti vengono assediati dalle piante assassine che alla fine fanno irruzione nel faro. Circondati, i due scienziati hanno come unica risorsa per difendersi una pompa antincendio di acqua di mare, che spruzzano sui trifidi scoprendo così che questa è l'unica arma in grado di distruggerli, sciogliendoli.

## Produzione
Lo sceneggiatore Bernard Gordon era sulla lista nera di Hollywood, poiché membro del Partito comunista, quindi fece da prestanome il produttore esecutivo Philip Yordan.

## Distribuzione
Il film fu distribuito nel Regno unito da Rank Organisation nel luglio 1962; fu distribuito negli Stati Uniti nell'aprile 1963 da Allied Artists.
In Italia il film fu distribuito per la prima volta dall'agenzia italiana della Rank Film col titolo L'invasione dei mostri verdi, nella primavera del 1963 (visto censura: 30 aprile 1963). I manifesti della prima edizione (Rotografica Romana, 1963), locandine, affissi, busta foto, ecc., riportano tutti questo titolo. Quando poi, nel 1976, Luigi Cozzi ridistribuì per la sua B.B.C. (Barbieri-Barbieri-Cozzi) questa pellicola, la rititolò Il giorno dei Trifidi, per richiamare il romanzo di Wyndham.

## Accoglienza
Sebbene il film abbia mantenuto alcuni elementi di base della trama del romanzo di Wyndham, non è un adattamento particolarmente fedele: "Si allontana in modo significativo ed inutile dal libro ed è meno considerato del serial televisivo del 1981 della BBC". A differenza del romanzo, i trifidi arrivano da una pioggia di meteoriti, parte dell'azione viene spostata in Spagna e un personaggio importante, Josella Playton, viene eliminato. Più seriamente, la sceneggiatura fornisce una soluzione semplicistica al problema trifido: l'acqua salata li dissolve e "il mondo è stato salvato".
Questo finale sembra essere più vicino al finale de La guerra dei mondi che al romanzo di Wyndham. I trifidi invasori soccombono a una sostanza comune sulla Terra, così come i marziani de La guerra dei mondi quando muoiono per esposizione batterica ed entrambi i film terminano con una nota religiosa (che è abbastanza diversa da Wyndham).
Simon Clark, autore di The Night of the Triffids, ha dichiarato in un'intervista: "La versione cinematografica è divertente, attirando i Triffidi dall'aspetto efficace con la musica di un furgone dei gelati ed alcune altre buone scene d'azione. Il climax della morte dei Triffidi con l'acqua di mare è però debole ed artificioso. Ma è comunque tra i miei primi 100 film di tutti i tempi".
Halliwell's Film Guide ha affermato che il film era "un adattamento approssimativo e pronto di un famoso romanzo di fantascienza, a volte incredibilmente efficace e con momenti di buon lavoro".
Il sito Rotten Tomatoes, il film ha un punteggio di approvazione del 79% sulla base di 19 recensioni, con una valutazione media ponderata di 6,4/10.

## Opere derivate
Il medesimo soggetto del film ha fornito spunto per una miniserie televisiva britannica coprodotta da BBC, ABC e RCTV nel 1981, dal titolo The Day of the Triffids.
Nel 2009 ne è stato realizzato un secondo remake televisivo, intitolato anch'esso The Day of the Triffids, coproduzione anglo-canadese, della BBC Wales e altre.